# Maison, 12 rue Felix-Mathé
 (avril 2023).
La maison, 12 rue Felix-Mathé est située à Moulins (France).

## Localisation
La maison est située sur la commune de Moulins, dans le département de l'Allier, en région Auvergne-Rhône-Alpes.

## Description
Immeuble appartenant à l'ancien quartier des mariniers dont les ruelles débouchent sur les quais de l'Allier. La façade sur rue de l'Eperon s'ouvrait au rez-de-chaussée par une porte aux montants décorés de pilastres, dont les chapiteaux doriques supportent un entablement à la corniche de forte saillie. La façade sur la rue Felix-Mathé a été ordonnée postérieurement par des fenêtres rectangulaires encadrées d'un bandeau et aux appuis également soulignés d'un bandeau continu sur la façade. Façade en brique, avec encadrements en calcaire (XVIe siècle) ou en grès.

## Historique
La maison est inscrite partiellement au titre des monuments historiques par arrêté du 24 juillet 1972.

## Protection
Éléments protégés : les façades et toitures avec retour sur la rue de l'Eperon.

## Galerie

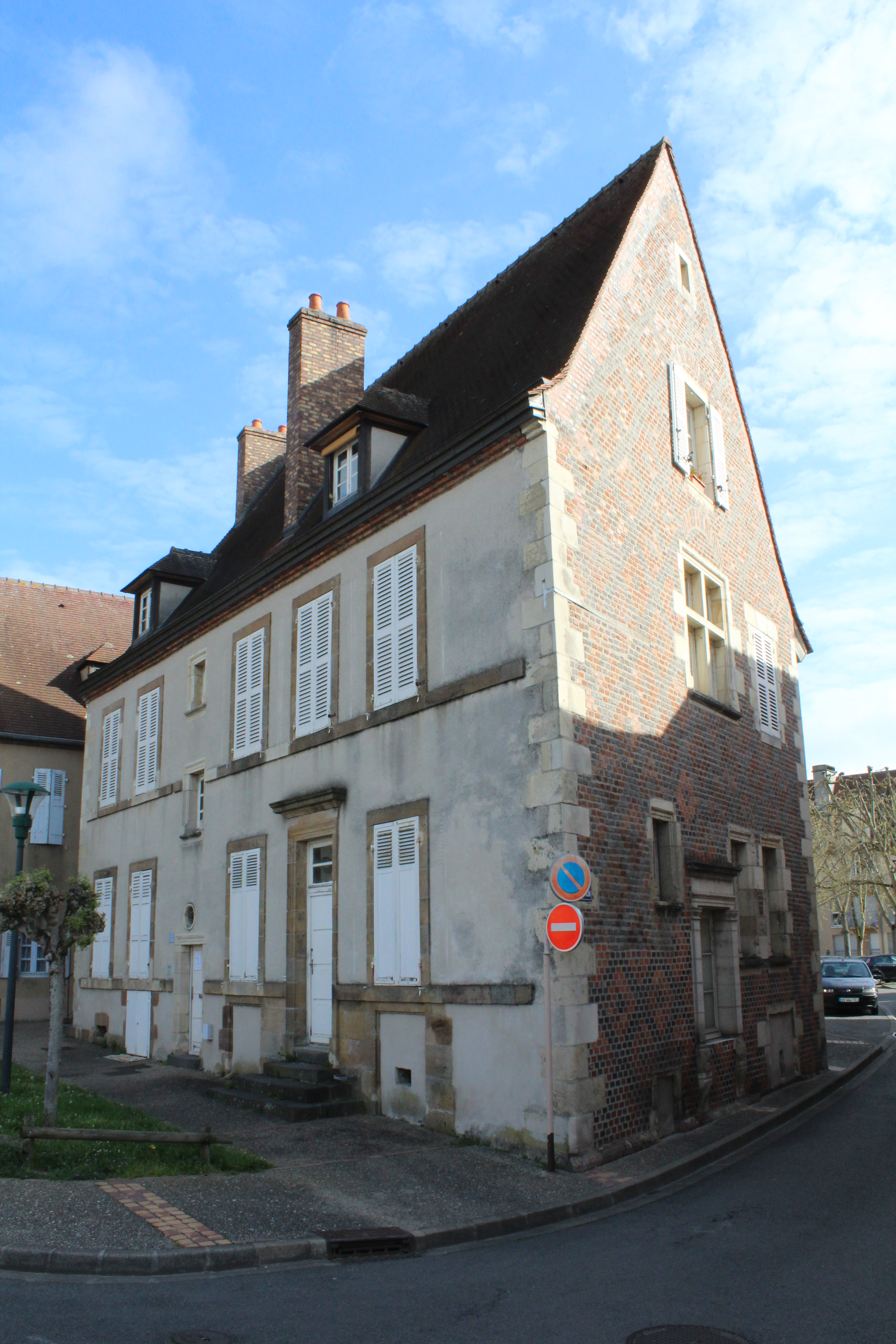
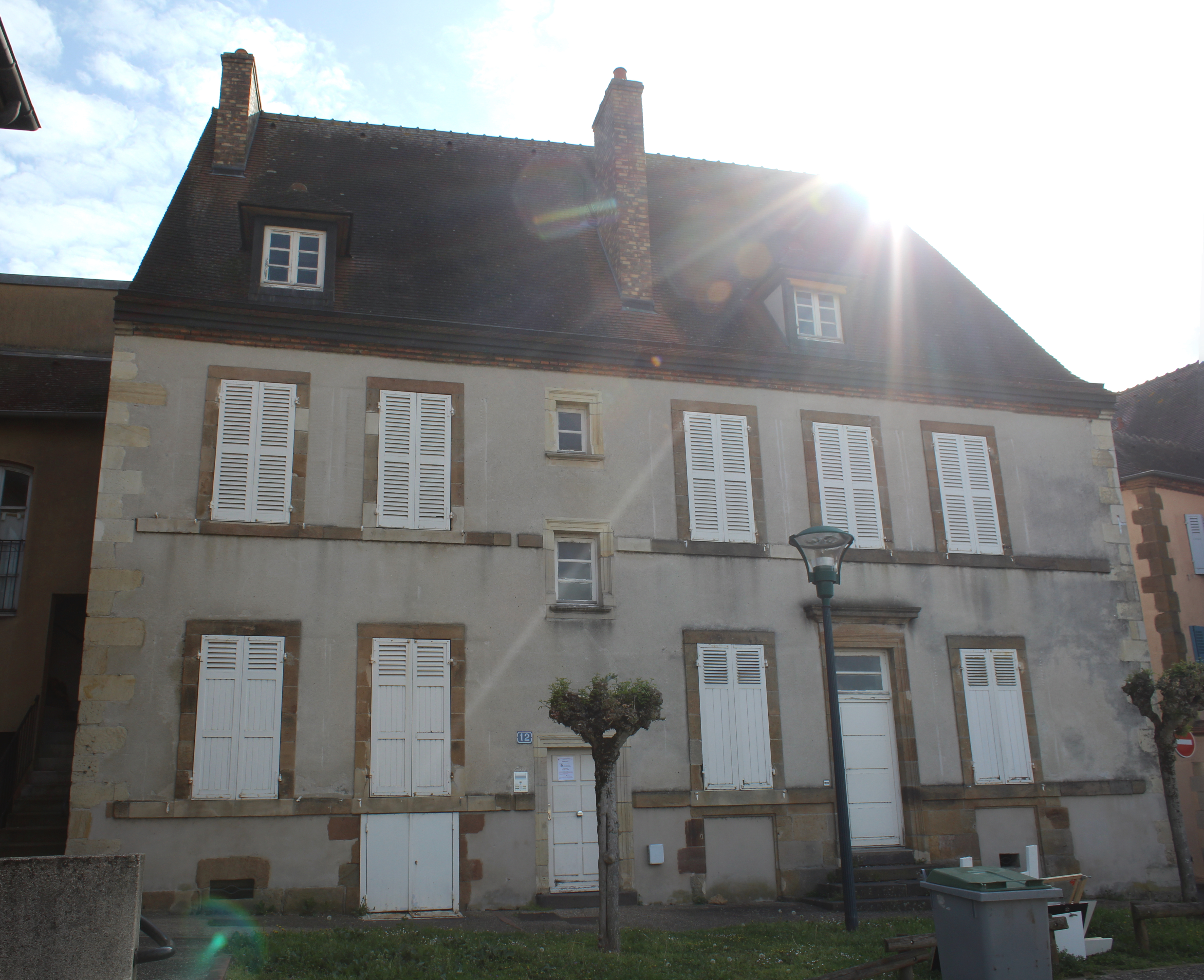
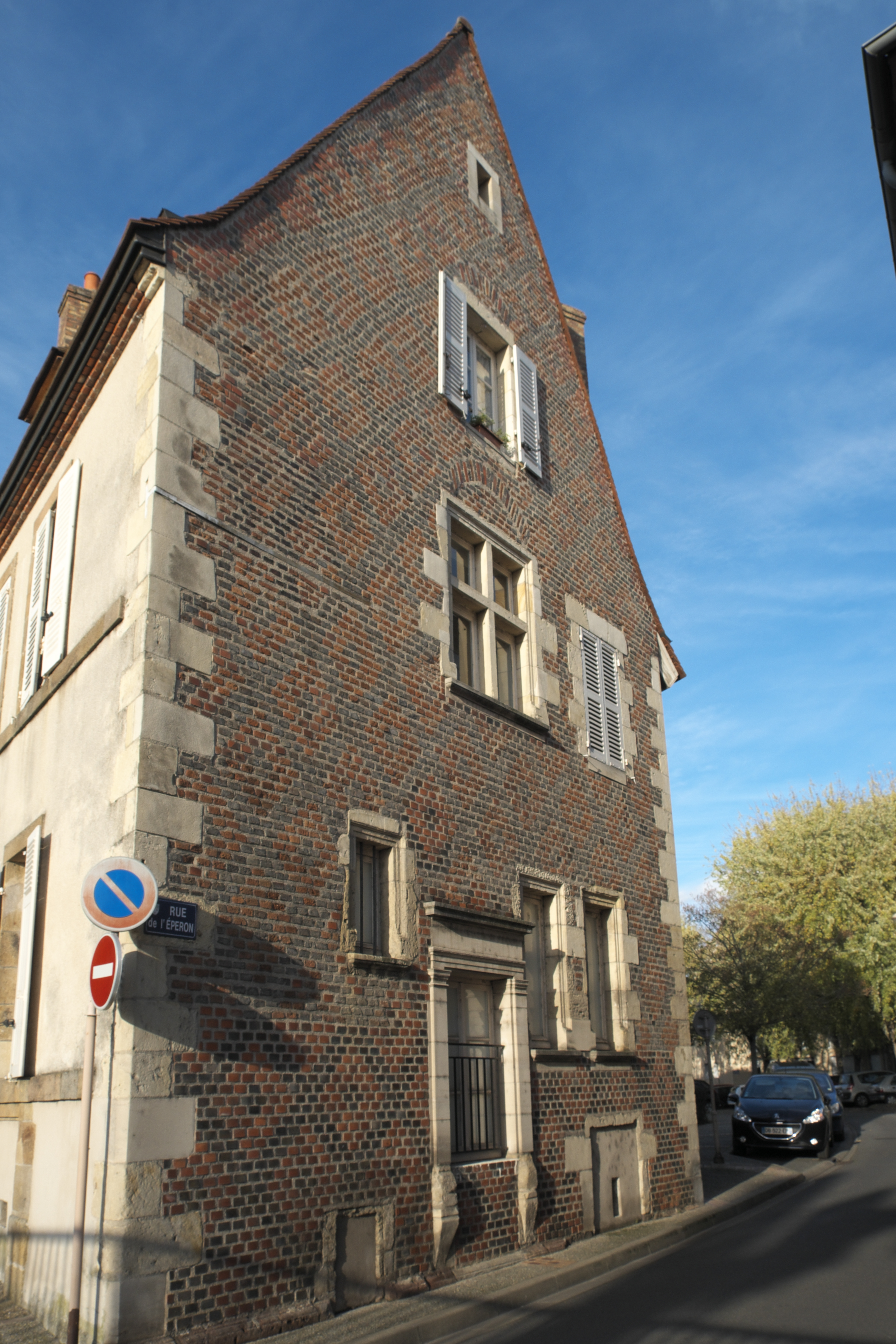